# Парк имени Воровского
Парк имени Воровского (Парк у кинотеатра «Варшава») — парк в Войковском районе Северного административного округа города Москвы. Расположен вблизи Ленинградского шоссе у станции метро «Войковская» (1-й выход в город). В парке находится здание кинотеатра «Варшава» (отсюда — второе название парка).

## История

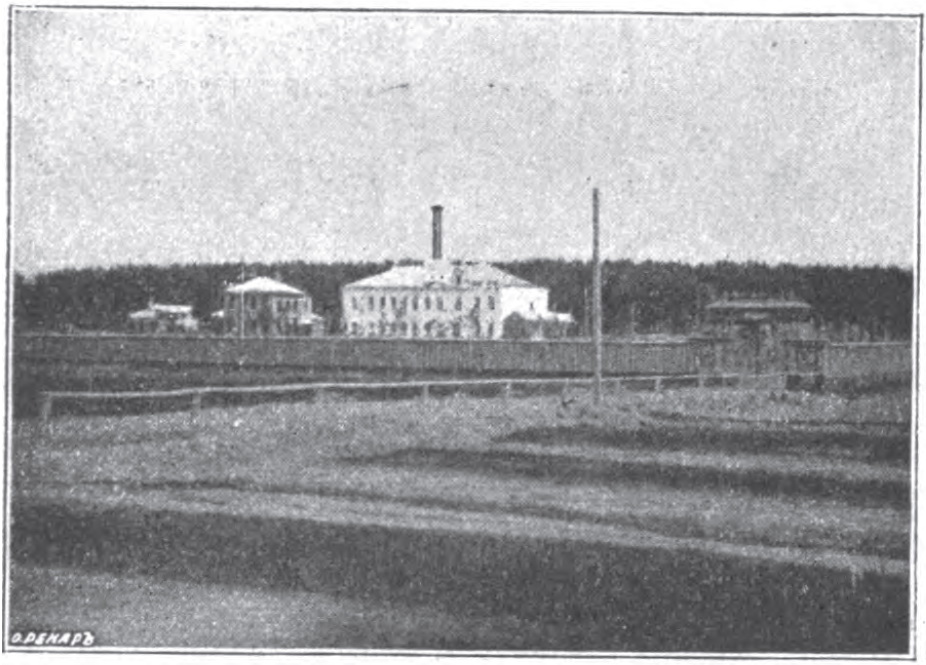
Лечебница А. М. Коровина в 1898 году

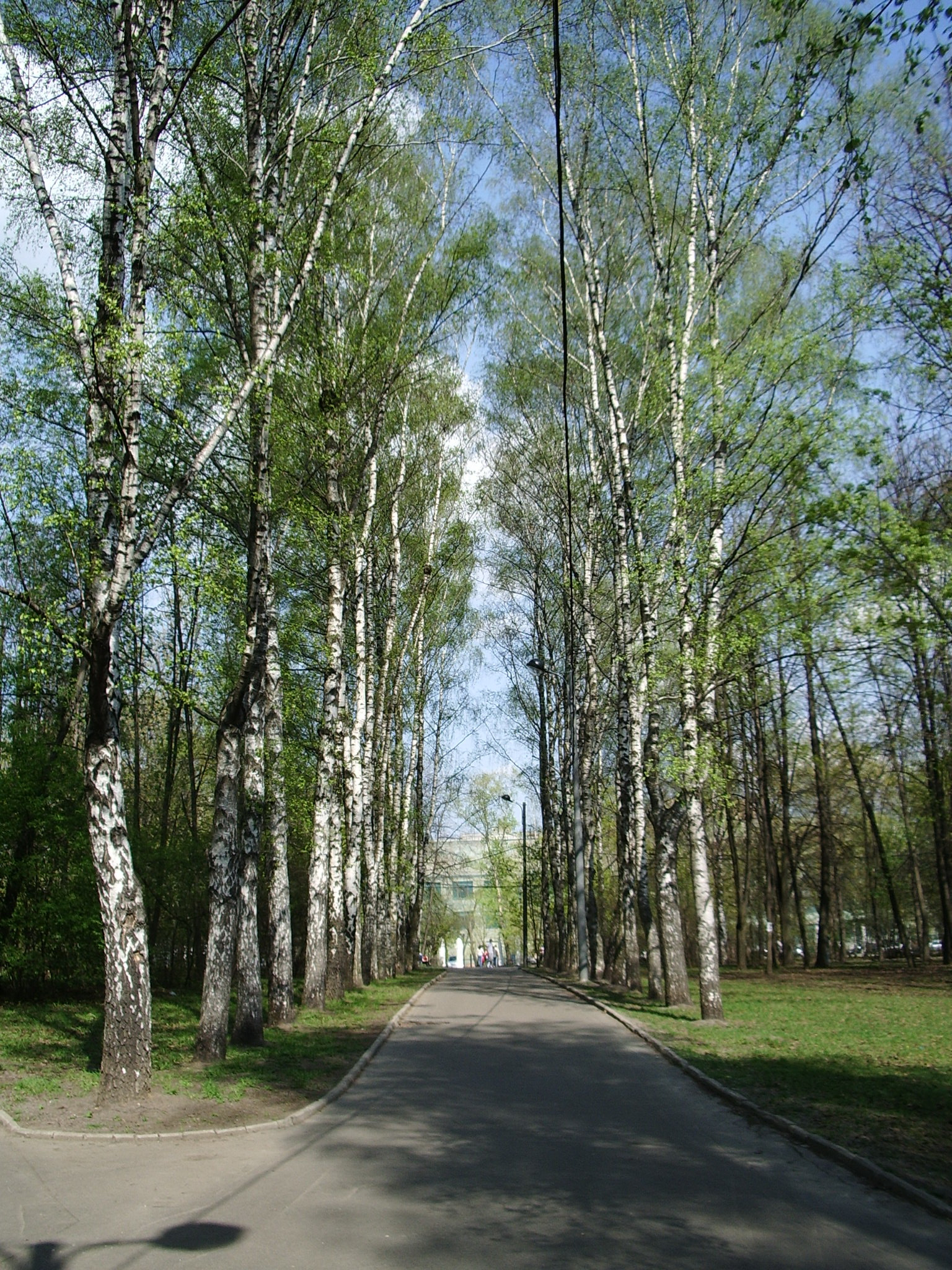
Берёзовая аллея

История парка началась в конце XIX века. В 1896 году на Санкт-Петербургском шоссе близ села Всехсвятского началось строительство лечебницы для алкоголиков врача А. М. Коровина. Лечебница была открыта весной 1898 года. Лечебница занимала территорию в 15 десятин, на которой находился сад, огород, а также сосновая роща.
В 1910-х годах владельцы учреждения, врачи Букинич и Чижов, передали его городу под лазарет для нервных больных. В 1918 году лазарет был преобразован в санаторий для больных с тяжелыми формами психоневрозов. Там отдыхали и лечились активные участники революции. Известно, в частности, что в 19 мая 1919 года в санатории умер революционер К. О. Левицкий. В 1923 году, к пятилетию санатория, сотрудники приняли решение дать ему имя В. В. Воровского. По сведениям 1926 года, санаторий был рассчитан на 60 коек.
В 1930-е годы здание санатория занял дом пионеров, однако во время войны 1941—1945 годов там временно размещался госпиталь для раненых. Территория бывшей лечебницы стала парком. До наших дней сохранилось здание лечебницы, которое и по сей день стоит в центре парка, сейчас там детско-юношеский центр дополнительного образования.
В 1970 году в парке был построен кинотеатр «Варшава». В 1995 году к 50-летию Победы в парке была установлена скульптура «Победа» работы скульптора А. Е. Нейстата, ставшая символом района «Войковский». В 2007 и 2012 годах в парке имени Воровского проводилась реконструкция.
Парк является ценным объектом культурного наследия регионального значения.
На территории парка до реконструкции 2012 года были расположены одна спортивная площадка и две детские площадки, городок аттракционов, одна из немногих сохранившихся в Москве профессиональная площадка для игры в городки.

## Фотогалерея

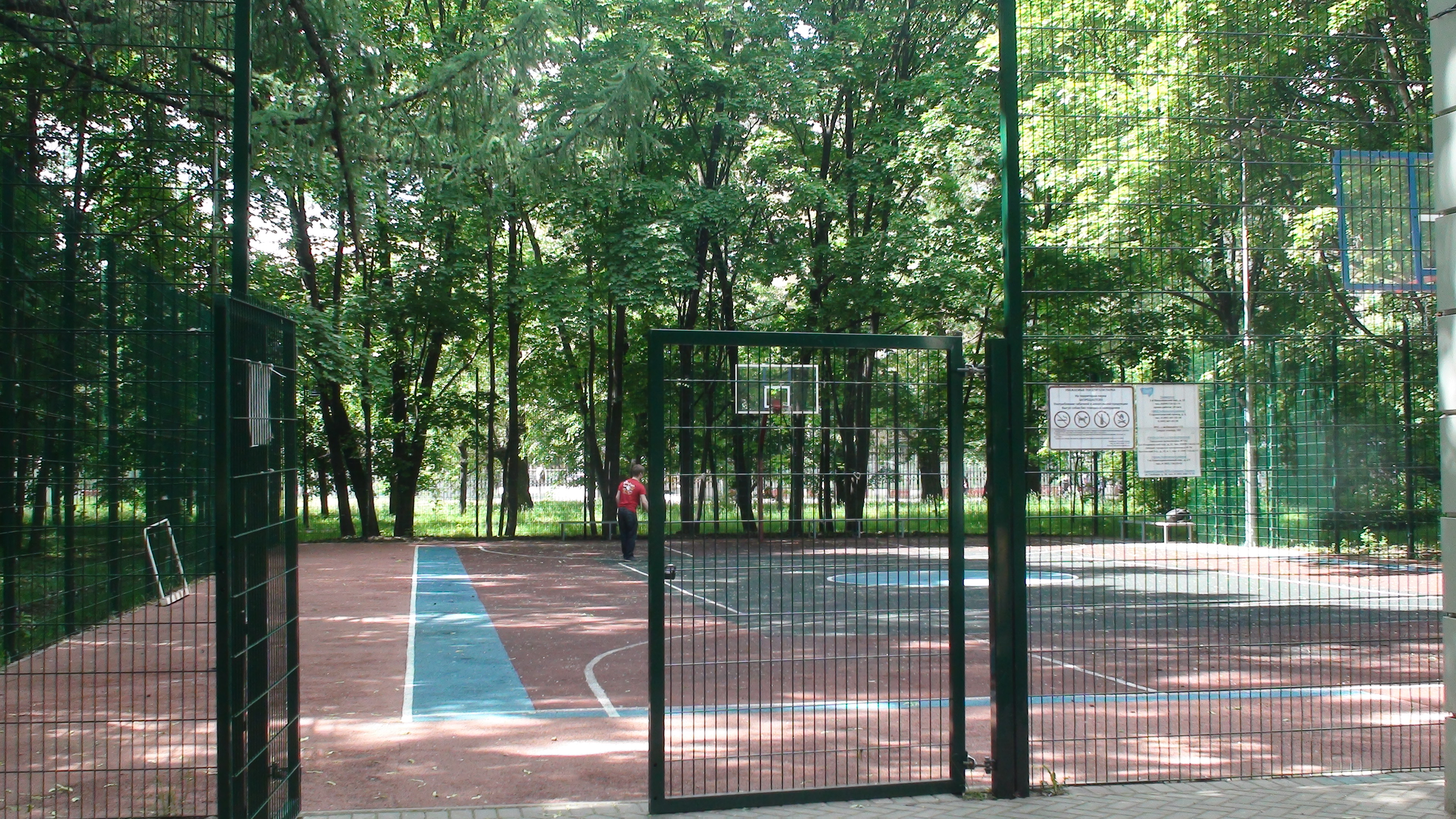
Москва. Парк им. Воровского
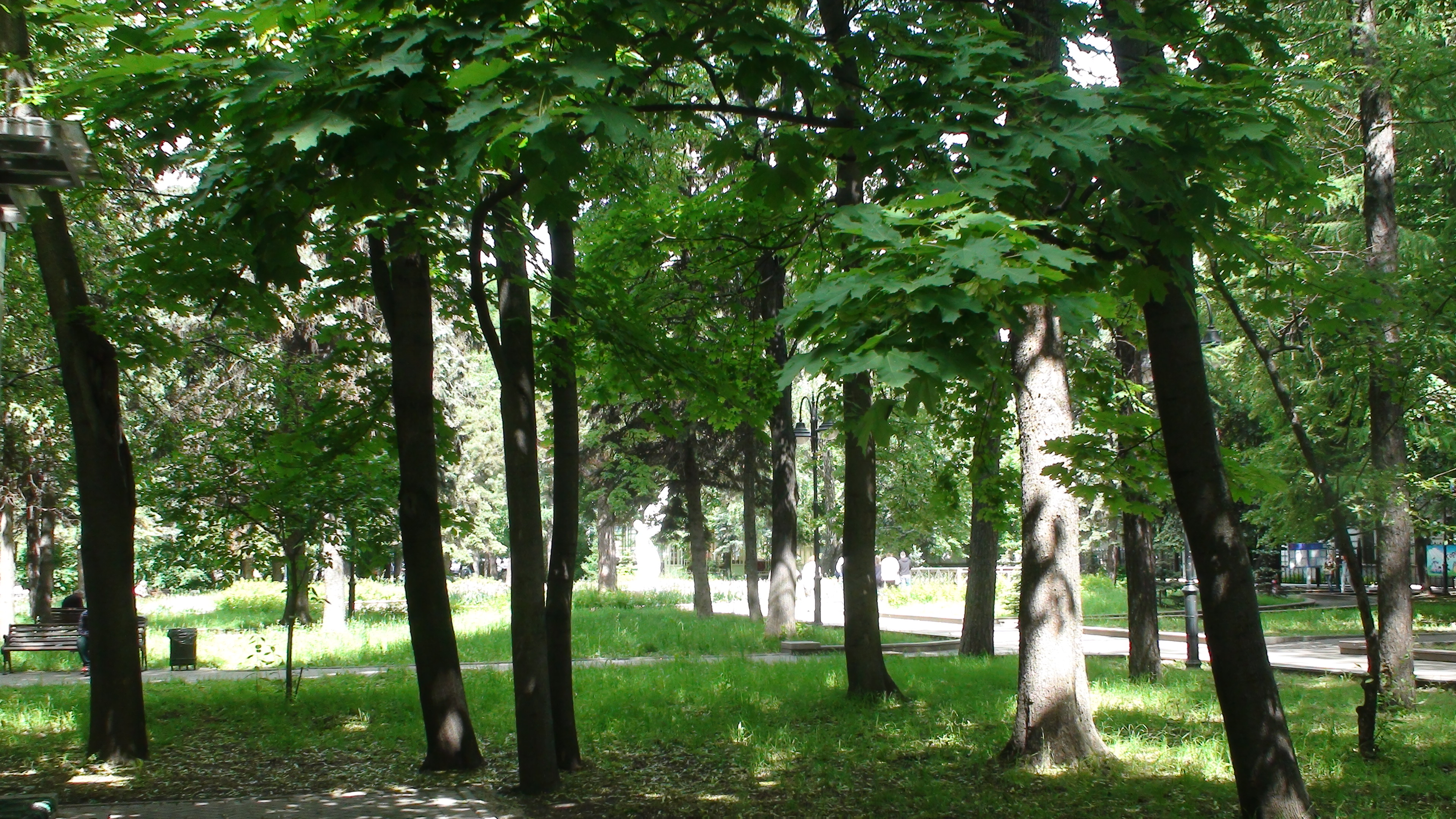
Москва. Парк им. Воровского
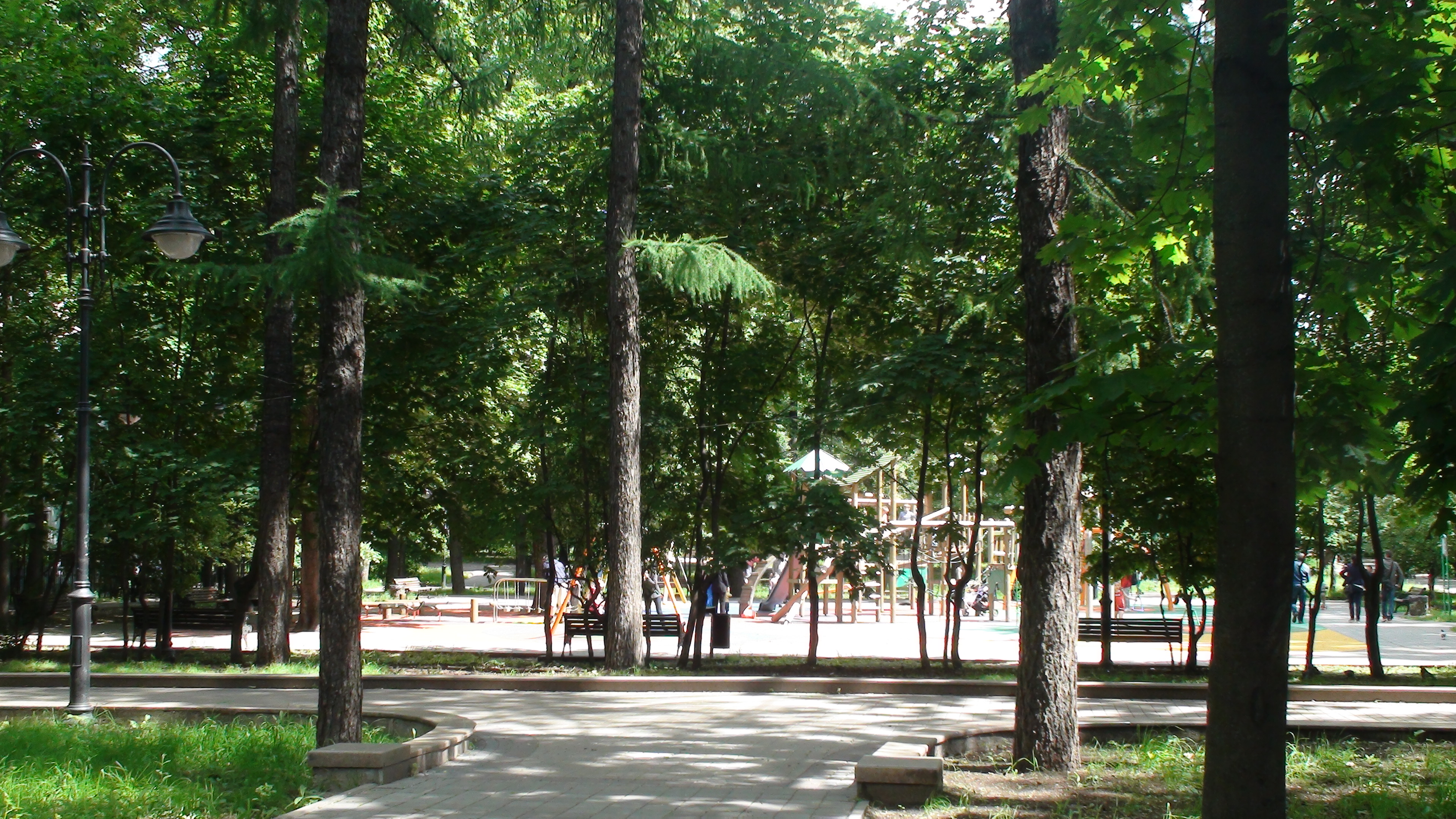
Москва. Парк им. Воровского
Скульптура «Павшим и живым»